# Edgar Quinteros
Edgar Quinteros Guarda (ur. 19 lipca 1940, zm. 11 grudnia 2023 w La Paz) – piłkarz boliwijski, napastnik.
Jako piłkarz klubu CD San José wziął udział w turnieju Copa América 1963, gdzie Boliwia zdobyła tytuł mistrza Ameryki Południowej. Quinteros zagrał tylko w meczu z Ekwadorem.
Wziął także udział w turnieju Copa América 1967, gdzie Boliwia zajęła ostatnie, 6. miejsce. Quinteros zagrał w 4 meczach - z Urugwajem (zmienił na boisku Renána Lópeza), Argentyną, Paragwajem i Wenezuelą (wszedł na boisko za Césara Sáncheza).